# Raven (série télévisée, 2018)
Pour les articles homonymes, voir Raven.
Raven (Kruk, « Corbeau ») est une mini-série polonaise en trois saisons de 6 épisodes de 46-55 minutes, créée par Maciej Pieprzyca. La première saison, intitulée Kruk. Szepty słychać po zmroku (Corbeau. Des chuchotements se font entendre après la tombée de la nuit) est diffusée du 18 mars 2018 au 22 avril 2018 sur Canal+ Premium. La deuxième saison, intitulée Kruk. Czorny woron nie śpi (Le corbeau/fourgon de police ne dort pas), est diffusée du 9 juillet 2021 au 13 août 2021. La troisième saison, intitulée Kruk. Jak tu ciemno (Corbeau. Comme c'est sombre ici), est diffusée à partir du 9 décembre 2022,. En France, la série est diffusée sur Arte.

## Synopsis
Commissaire à Łódź, Adam Kruk est forcé par son ami d'enfance Sławek d'accepter une enquête dans leur ville d'origine, Białystok. Sławek veut se venger de ceux qui leur ont fait du mal à l'orphelinat, alors qu'Adam veut les présenter à la justice.

## Distribution
- Michał Żurawski : le commissaire Adam Kruk
- Andrzej Zaborski : le commandant Stanisław Tylenda
- Cezary Łukaszewicz : Sławek
- Barbara Wypych : l'agent de police Kasia Wójcik
- Michał Filipiak : l'agent de police Borowiecki
- Mariusz Jakus : l'agent de police Marek Kaponow
- Anna Nehrebecka : Anna Morawska
- Jerzy Schejbal : Zygmunt Morawski
- Piotr Dąbrowski : Bogdan Wasiluk
- Marcin Bosak : Szymon Wasiluk
- Nicolas Przygoda : Adam Kruk jeune
- Hubert Wiatrowski : Sławek jeune
- Jan Szydłowski : Rafałek Morawski
- Katarzyna Wajda : Anka, la femme de Kruk
- Tomasz Włosok : Tomek „Rudy”, le frère de Kaśia

## Production

### Fiche technique
Sauf indication contraire ou complémentaire, les informations mentionnées dans cette section peuvent être confirmées par la base de données Filmpolski
- Titre original : Kruk
- Titre anglophone : Raven
- Création : Maciej Pieprzyca
- Réalisation : Maciej Pieprzyca
- Scénario : Jakub Korolczuk[4]
- Musique : Bartosz Chajdecki
- Décors : Daria Dwornik
- Photographie : Jan Holoubek, Witold Płóciennik
- Montage :
- Production :
- Société de production : Canal+ Premium, Opus Film
- Société de distribution : Canal+ Premium, Arte
- Pays de production :  Pologne
- Langue originale : polonais
- Format : couleur
- Genre : thriller ; drame
- Durée : 46-55 minutes
- Date de première diffusion : 18 mars 2018 sur Canal+ Premium